# Shuriken

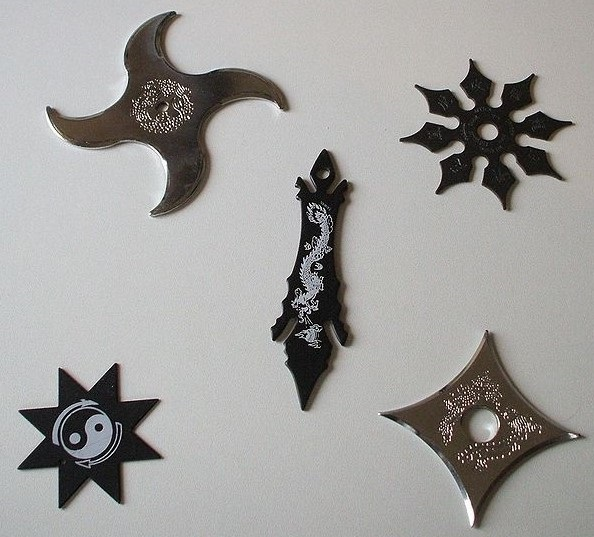
Shuriken

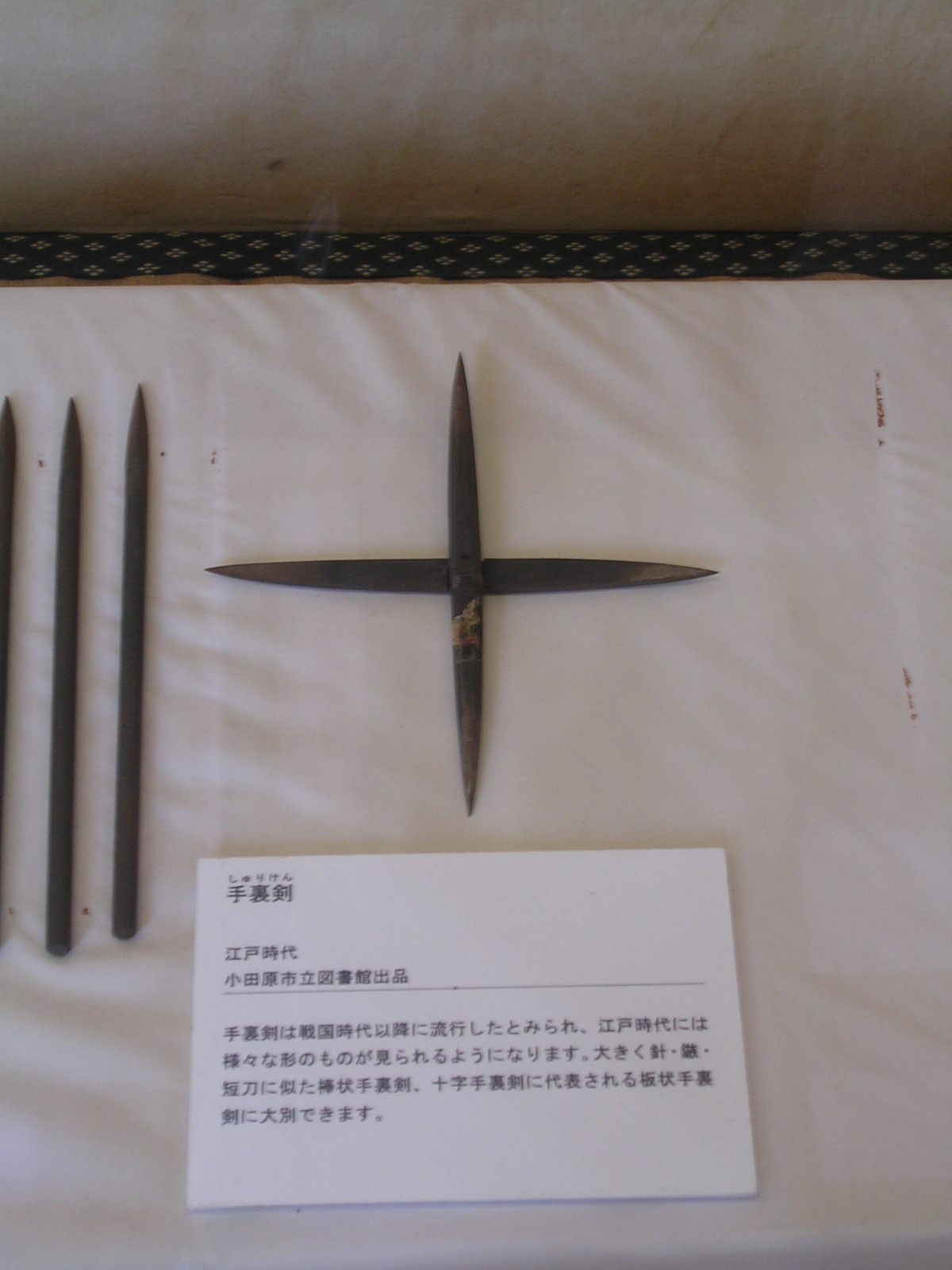
Shuriken từ thời kỳ Edo tại Viện bảo tàng Odawara Castle, Nhật Bản

Shuriken (Tiếng Nhật 手裏剣; Thủ Lý Kiếm) là một loại ám khí của Nhật Bản được dùng làm vũ khí bí mật hoặc làm công cụ đánh lạc hướng kẻ địch. Trái ngược với những quan niệm sai lầm, thực tế thì shuriken không được tẩm thuốc độc.
Shuriken có rất nhiều hình dáng; một số loại thì được chế tạo, sản xuất, còn một số khác thì được ứng dụng ngay từ những đồ vật, công cụ xung quanh. Lưỡi dao Shuriken thường được mài sắc để cắt đứt da hay động mạch hở.
Shuriken được biết đến ở phương Tây với tên gọi throwing stars (ngôi sao bay) hay ninja stars (ngôi sao của nhẫn giả) mặc dù chúng được thiết kế dưới rất nhiều hình dáng khác nhau. Các loại shuriken chính là bō shuriken (棒手裏剣, Bổng Thủ Lý Kiếm, Shuriken que) và hira shuriken (平手裏剣, Bình Thủ Lý Kiếm, Shuriken dẹt) hay shaken (車剣, Xa Kiếm, còn được đọc là kurumaken, Shuriken xoay).
Shuriken chỉ là vũ khí bổ sung cho Nihontō (kiếm Nhật) hoặc các loại vũ khí khác trong kho vũ khí của samurai mặc dù chúng thường có hiệu quả chiến lược khá quan trọng trong trận chiến. Nghệ thuật sử dụng phi tiêu được biết đến với tên gọi shurikenjutsu (手裏剣術, Thủ Lý Kiếm Thuật) và được giảng dạy như một phần nhỏ trong chương trình giảng dạy võ thuật ở nhiều ngôi trường nổi tiếng như Yagyū Shinkage-ryū, Tenshin Shōden Katori Shintō-ryū, Ittō-ryū, Kukishin-ryū, và Togakure-ryū.

## Bō shuriken

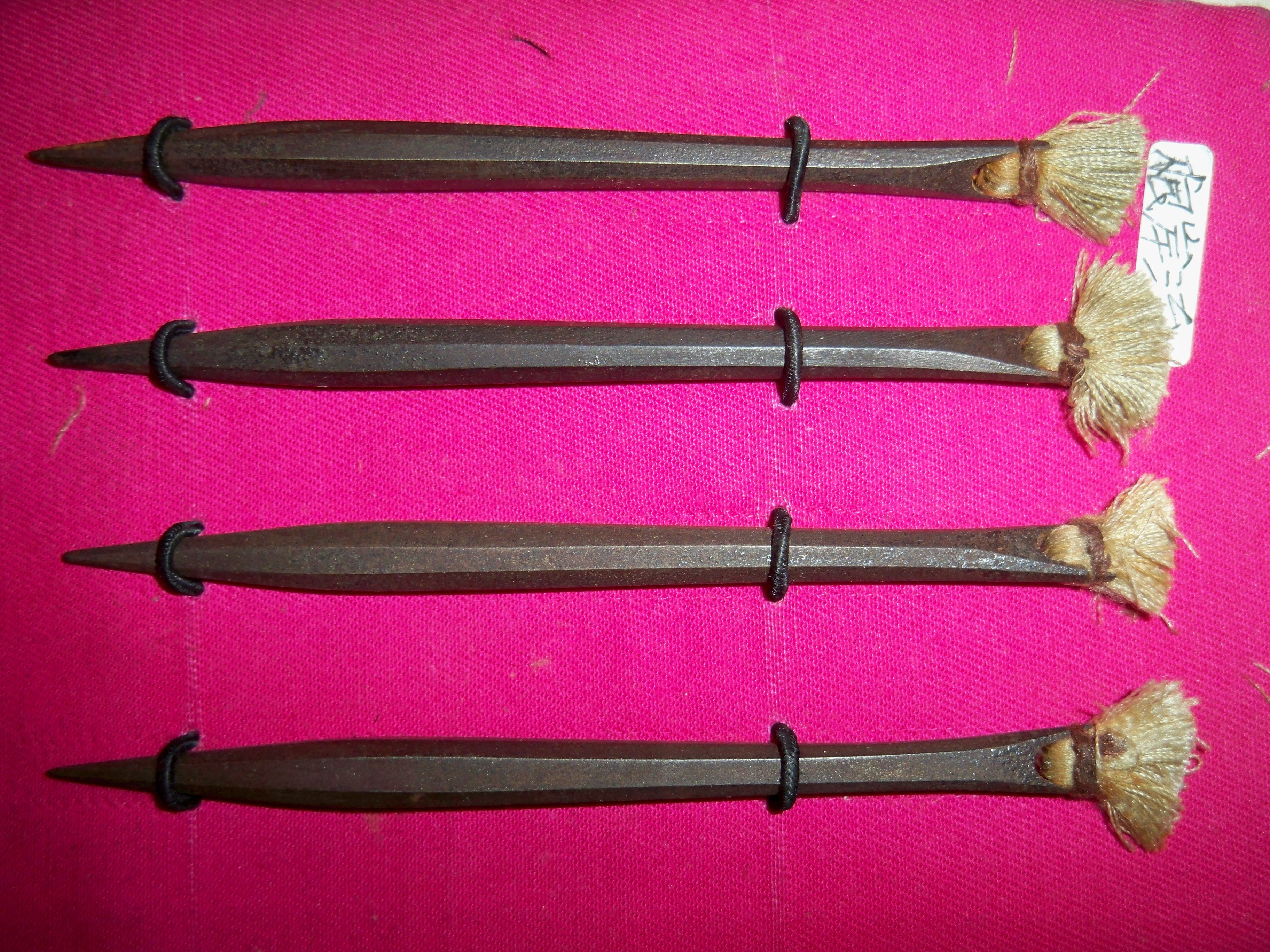
Bốn cây bō shuriken cổ của Nhật

Bō-shuriken là một loại ám khí có phần thân thẳng làm bằng sắt hoặc thép, thường có bốn khía nhưng thỉnh thoảng có hình tròn hoặc chia ra tám cạnh. Một số mẫu có mũi nhọn trên cả hai đầu. Chiều dài từ 12 đến 21 cm và trọng lượng trung bình từ 35 đến 150 gram. Không nên nhầm lẫn với kunai - một công cụ dùng để đâm.
Bō-shuriken được tạo ra từ rất nhiều đồ dùng hằng ngày, do đó chúng có nhiều hình dạng và kích thước khác nhau. Một số loại có tên bắt nguồn từ chính vật liệu hoặc thứ cấu tạo nên nó, ví dụ kugi-gata (hình móng tay), hari-gata (hình kim châm) và tantō-gata (hình con dao); một số loại được đặt tên theo những vật có hình dạng giống nó, ví dụ hoko-gata (hình ngọn giáo), matsuba-gata (hình lá thông); một số khác thì có tên gọi để mô tả khái quát các vật dụng dùng để ném như kankyuto (hình vật nhọn), kunai-gata (hình kunai), hay teppan (hình tấm kim loại) và biao (đinh).
Có nhiều cách để ném Bō-shuriken: ném bổng, ném xà, ném xiên, ném ngược về sau,... nhưng dù ném cách nào thì cũng phải yêu cầu phi tiêu trượt khỏi bàn tay, đi qua các ngón tay sao cho đường bay phải thật chính xác và trôi chảy. Phương pháp ném chủ yếu là jiki da-ho (ném trúng trực tiếp) và han-ten da-ho (ném chuyển đường bay). Hai phương pháp này khác biệt nhau về mặt kĩ thuật, phương pháp đầu không làm cho phi tiêu xoay trước khi trúng mục tiêu trong khi phương pháp sau đòi hỏi phi tiêu phải xoay.
Một số đồ vật như kẹp tóc, kogata (dao đa dụng) và đũa ăn được ném tương tự như bō-shuriken mặc dù chúng không liên quan đến bất kì kĩ thuật ném phi tiêu nào
Nguồn gốc về bō-shuriken ở Nhật Bản vẫn còn đang mập mờ mặc dù chúng vẫn đang còn được nghiên cứu. Một phần do shurikenjutsu là một bí thuật và xuyên suốt chiều dài lịch sử Nhật Bản đã có rất nhiều kĩ thuật ném các vật dài, mỏng khác nhau. Tài liệu tham khảo về trường học dạy shurikenjutsu được biết đến sớm nhất là Ganritsu Ryu, hoạt động trong suốt thể kỷ XVII. Ngôi trường này sử dụng những vật mỏng, dài có phần đầu phình ra, được cho là cải tiến từ mũi tên. Các mẫu phi tiêu còn sót lại từng được ngôi trường này sử dụng có vẻ như là được kết hợp giữa hình dạng của một mũi tên với một loại kim thường được sử dụng trong việc sản xuất áo giáp và đồ da ở Nhật.
Có những đề cập trước đó trong các văn bản ghi chép như Osaka Gunki (大阪軍記, Đại Bản Quân Ký, hồ sơ quân sự của Osaka) nói về việc ném dao hay đoản kiếm trong chiến đấu.

## Hira shuriken/shaken

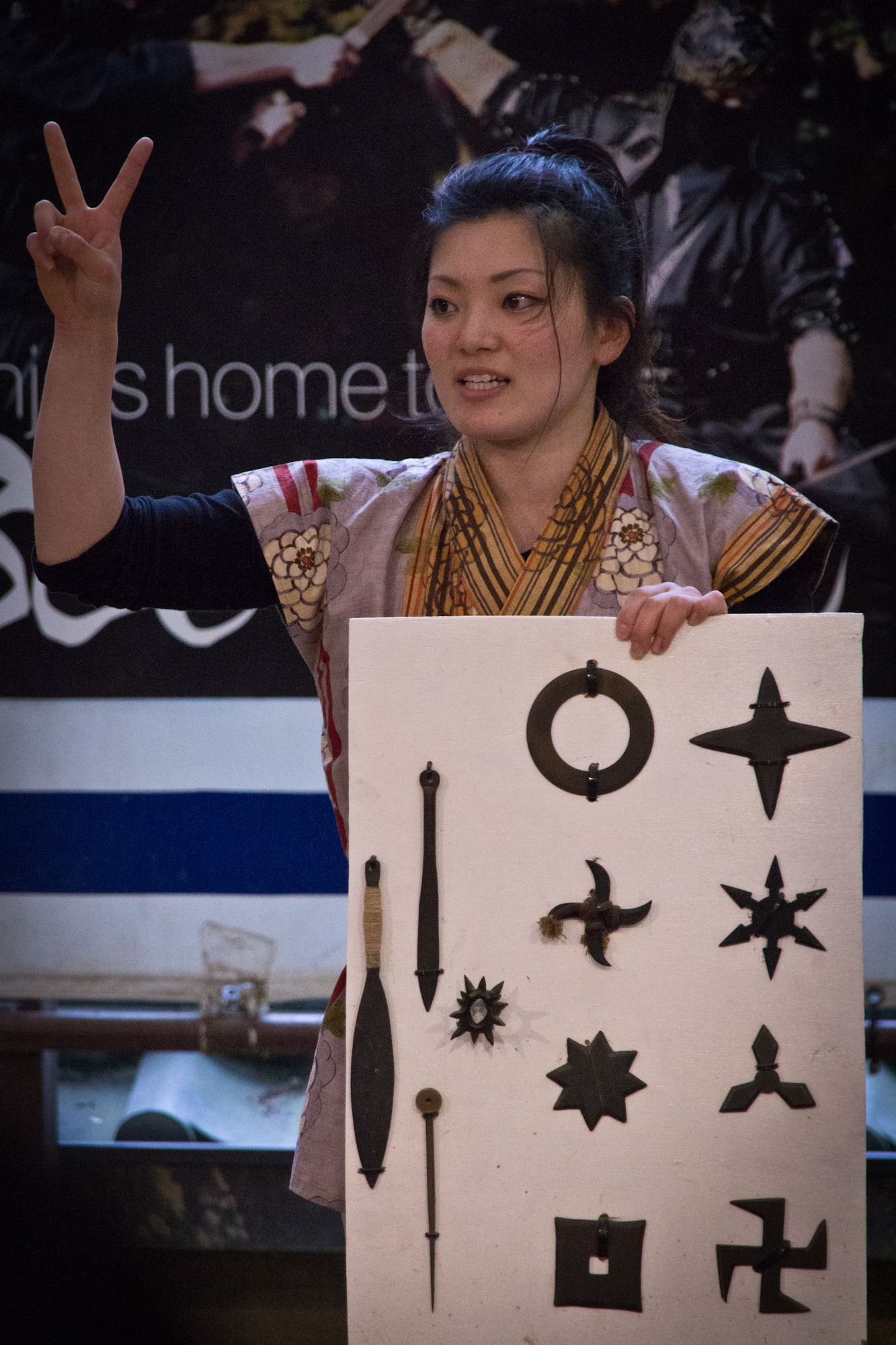
Nhiều loại shuriken tại Bảo tàng Ninja Iga-ryū

Hira-shuriken thường có hình dạng giống như những quan niệm thông thường của mọi người về shuriken. Chúng được tạo ra từ các miếng kim loại phẳng, mỏng được lấy từ nhiều nguồn khác nhau bao gồm hishi-gane (đồng xu), senban (công cụ của thợ mộc), ống chỉ và kugi-nuki (dụng cụ cắt móng tay).
Shuriken thường có một cái lỗ ở chính giữa và lưỡi dao khá mỏng chủ yếu được mài sắc ở phần đầu nhọn. Những cái lỗ bắt nguồn từ những vật tạo ra chúng như đồng xu cổ, dụng cụ giặt đồ và dụng cụ cắt móng tay thời xưa. Điều này giúp cho những người sử dụng shuriken thuận tiện hơn vì phi tiêu có thể xâu lại thành một chuỗi hoặc buộc vào thắt lưng để vận chuyển, lỗ hổng cũng gây ra hiệu ứng trọng lượng và khí động lực học giúp điều chỉnh đường bay của phi tiêu.
Có rất nhiều dạng hira-shuriken và ngày nay chúng thường được nhận diện bằng số lượng các đầu nhọn mà phi tiêu có. Cùng với bō-shuriken, các hình dạng khác nhau của hira-shuriken thường đại diện cho một trường phái hay một khu vực nào đó sử dụng hình dạng đó và do đó chúng ta có thể nhận dạng được trường phái dựa vào loại phi tiêu mà họ sử dụng.

## Sử dụng

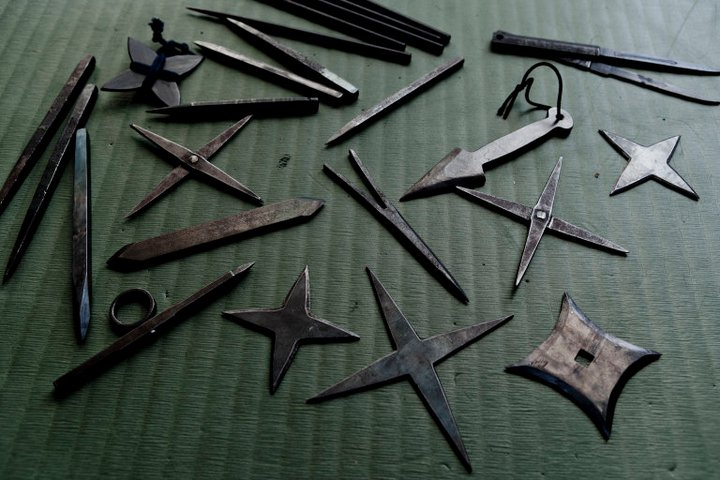

Trái với quan điểm thông thường, shuriken được dùng làm vũ khí phụ để đánh lạc hướng hoặc gây trở ngại cho địch chứ không làm vũ khí giết người. Mục tiêu chủ yếu là những bộ phận dễ nhìn thấy trên cơ thể như: mắt, mặt, tay và chân. Đôi khi shuriken được ném bay xượt qua người kẻ địch rồi bay luôn đi mất để khiến cho đối phương tin rằng mình đã bị một người vô hình chém.
Shuriken, đặc biệt là hira-shuriken cũng được sử dụng theo nhiều cách mới lạ - chúng có thể được chôn dưới đất để sát thương kẻ địch dẫm phải (tương tự như chông sắt), hay được kẹp vào bom mìn sau đó đốt và ném đi để gây nổ hoặc được gói trong miếng vải có tẩm độc sau đó đốt đi để tạo ra khói độc bao vây một khu vực nào đó. Chúng có thể được dùng để làm vũ khí cầm tay trong cận chiến.
Nhiều báo cáo cho rằng shuriken được tẩm độc nhằm mục đích để ném đi hoặc được bỏ lại tại một vị trí dễ thấy để cho nạn nhân nhặt phải. Nhiều báo cáo khác cho biết shuriken có thể được giấu bên trong bùn đất hoặc phân động vật và có chứa vi khuẩn Clostridium tetani; nếu vết thương do phi tiêu gây ra đủ sâu, vi khuẩn sẽ xâm nhập vào bên trong vết thương và gây ra bệnh uốn ván không thể cứu chữa.
Tuy shuriken là một loại vũ khí đơn giản nhưng giá trị lịch sử của nó thì lại ngày càng được nâng cao, không giống như những thanh katana quý giá hay những loại dao kiếm khác, shuriken thường không được giữ gìn và bảo tồn tốt, chủ yếu là do tính chất dễ bị hao mòn của nó.